# تشاه علي (علي جمال)
تشاه علي (بالفارسية: چاه علی) هي مستوطنة تقع في إيران في قسم علي جمال الريفي.